# Zuid-Soedanese Autonome Regio (2005-2011)

De Zuid-Soedanese Autonome Regio in het rood.

De Zuid-Soedanese Autonome Regio was een autonome regio die bestond uit de tien zuidelijke staten van Soedan vanaf de oprichting in juli 2005 tot en met de onafhankelijkheid van Republiek Zuid-Soedan in juli 2011. De autonome regering werd aanvankelijk gevestigd in Rumbek en verhuisde later naar Juba. Het grensde aan Ethiopië in het oosten; Kenia, Oeganda en de Congo-Kinshasa in het zuiden; en de Centraal-Afrikaanse Republiek in het westen. In het noorden ligt de overwegend Arabische en islamitische regio die direct onder controle staat van de centrale overheid. De autonome status van de regio was een voorwaarde voor een vredesovereenkomst tussen het Sudan People's Liberation Army/Movement (SPLA/M) en de regering van Soedan, vertegenwoordigd door de Nationale Congrespartij, waarmee een einde kwam aan de Tweede Soedanese Burgeroorlog. Het conflict was de langstlopende burgeroorlog in Afrika.